# Chapelle Saint-Cyprien de Bressuire
La chapelle Saint-Cyprien de Bressuire est une chapelle catholique du Xe siècle, aujourd'hui désaffectée, située à Bressuire, en France.

## Localisation

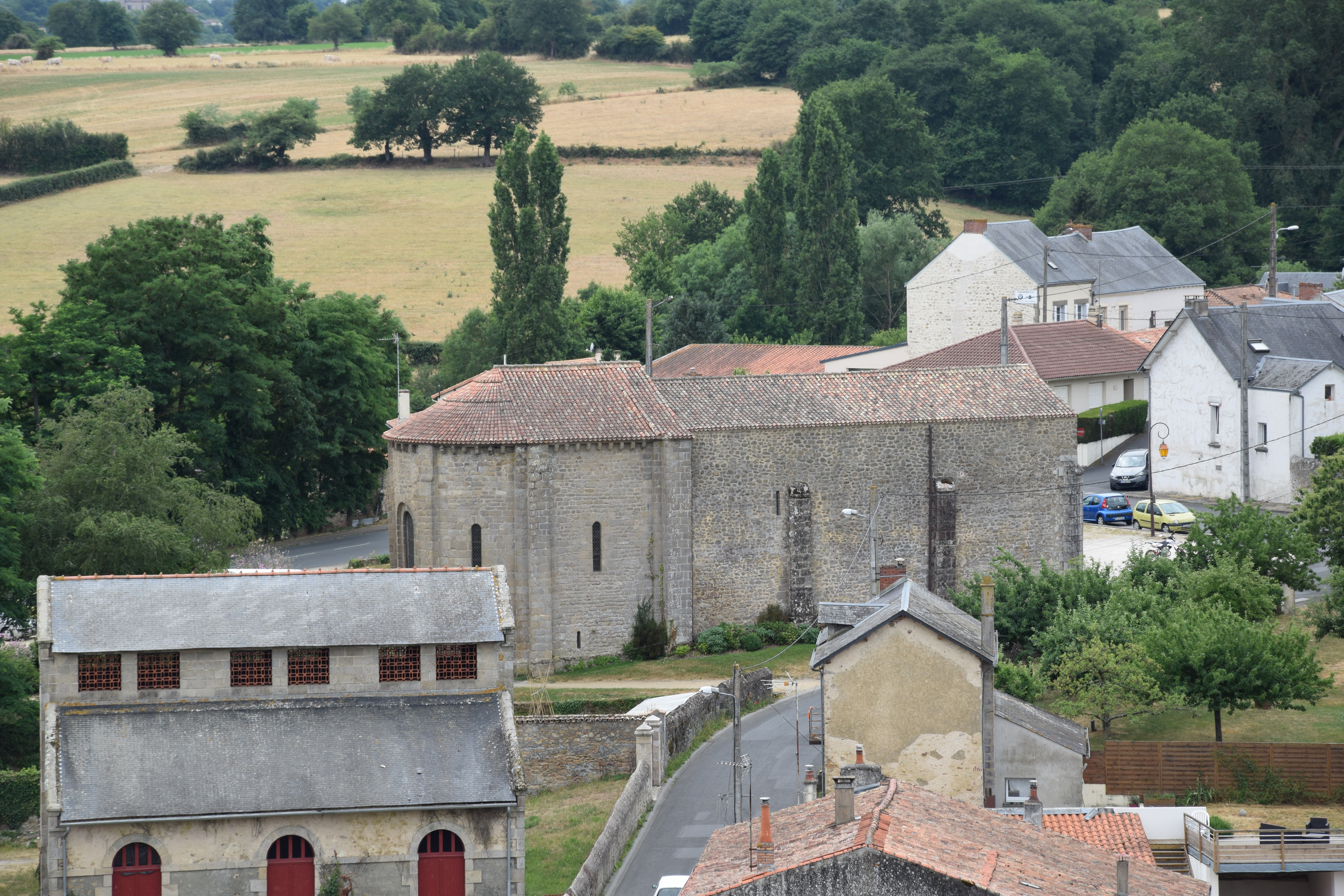
La chapelle vue depuis le château.

La chapelle est située dans le département français des Deux-Sèvres, à l'ouest de Bressuire en contrebas du château, sur les bords du  Dolo, près du quartier de la Vierge noire.
La chapelle est située sur la place Raymond Garand entre le boulevard de Nantes et la rue du Péré. Située à proximité du verger des sculpteurs et de la rivière le Ton.

## Historique
Cette église, fondée au Xe siècle par le vicomte de Thouars qui la donne à l'abbaye Saint-Cyprien de Poitiers, est reconstruite au XIIIe siècle. Ils fondent à leur tour un prieuré de l'ordre de Saint Benoit. 
De l’église du XIIIe siècle il ne reste que l’abside circulaire de style roman primitif et sa corniche à modillons. La façade ayant été remaniée, elle conserve une simple porte romane.
En 1305,  la chapelle accueille Bertrand de Got qui deviendra quelques jours plus tard Clément V.
La chapelle est vendue comme bien national sous la révolution et servira de bâtiment agricole.
Achetée en 1946 par l'association « Les amis du vieux Bressuire », elle est vendue à la commune en 1949 pour être transformée en musée. Récemment restaurée, elle est actuellement utilisée comme espace culturel pour des expositions et des manifestations (concerts, etc.)
L'édifice est inscrit au titre des monuments historiques en 1937.